# 玩火稻草
《玩火稻草》（羅馬化：Fang Len Fai）是一部由MONO Original出品，瓦立特·斯里桑塔納、皮查娜·尤蘇克及查洽雅·薩姆倫拉領銜主演的都市愛情連續劇。2023年8月24日起，每週四上午10时（泰国时间）率先在網路平台MONOMAX上播映。2024年1月22日起，每週一至週二晚間六點於電視頻道Mono 29首播。

## 劇情簡介
講述了人們沉迷於貪婪、慾望，而忽略了隨之而來的後果......當我們良心發現時，可能已為時已晚。Preaw（皮查娜·尤蘇克 飾）是個被寵壞的女孩，容易心軟陷入愛河的她，成天因為男人的不忠感到痛苦，且複雜的感情關係也替她埋下了毀掉一生的種子。相比之下，Aon （查洽雅·薩姆倫拉）這個看似清純無害的女孩，從小在父母的期望下長大，並希望她能嫁給有錢人來提升自己的社會地位，Aon也為了自己心儀的男人可以不擇手段地做盡一切。隨後Preaw和Aon必須在充滿激情的漩渦中面對命運，埋藏在兩人間的嫉妒之火開始燃燒，沒有人想到最後，靠近火的那團稻草，就這樣被燒毀了，什麼都沒有留下。

## 演員陣容
註：括號內的演員姓名為小名。

### 主要演員
- 瓦立特·斯里桑塔納（Mai） 飾演 Predee Satayamongkol（Pre）
- 皮查娜·尤蘇克（Mook） 飾演 Dontawan Kanya（Preaw）
- 查洽雅·薩姆倫拉（Neen） 飾演 Nicha（Aon）

### 配角
- 塔納·瓦納塔蓬（Win） 飾演 Chin
- 薩哈薩雅·燦賽（Pang） 飾演 Fai
- 巴納鵬·凱盛（Tod） 飾演 Win

Pre、Fai的好朋友，暗戀Pre
- 瓦薩娜·潘蓬（Ann） 飾演 Khemsai

arthit-tara渡假村的擁有者
- 普莉瑪·拉特查塔（Deuan） 飾演 Darani

Pre的母親
- 阿麗莎拉·翁差麗（Fresh） 飾演 Piu

Preaw的母親
- 查拉·納·宋卡（Neung） 飾演 Pong

Preaw的父親，車禍過世
- 奧拉薩·伊薩朗昆·那·阿育他亞 飾演 Preaw的外婆，車禍過世
- 夏納納·努塔科姆（Dee） 飾演 Oh

Aon的母親
- 坦納永·王特拉庫（英语：Thanayong Wongtrakul）（Kradum） 飾演 Itt

Aon的父親
- 皮拉瓦特·薩里翁（Wayo） 飾演 Ek

攝影師，Preaw的第三任男友
- 帕塔拉布·基安努坤（AA） 飾演 Per

Preaw的第一任男友
- 納農·魯昂德特（Nanon） 飾演 Tack

Preaw的第四任男友
- 泰欽·普洛佩特（Matoom） 飾演 Dol的經紀人
- 納查彭·拉塔那蒙空（Nut） 飾演 Dol

新人演員，Preaw的第五任男友
- 塔納敦·烏蓬（Parm） 飾演 Poom
- 皮薩邁·維萊薩克（英语：Pisamai Vilaisak）（Mee） 飾演 Pon與Poom的奶奶
- 琵希妮·素萬納薩（Nurse） 飾演 Nat

Per的出軌對象

### 客串
- 賈克利·薩坤德（Bank） 飾演 Ko

Preaw的第二任男友
- Book Siqaphat 飾演 Pon

## 製作
Mono 29於2022年12月10日的戲劇推介會「Mono Original 2023」釋出劇情預告片。

## 外部連結
- 豆瓣电影上《玩火稻草》的資料 （简体中文）
- MyDramaList上的《玩火稻草 （页面存档备份，存于）》（英文）